# پیتوراگره
پیتوراگره (به انگلیسی: Pithoragarh) یک منطقهٔ مسکونی در هند است که در اوتاراکند واقع شده‌است. پیتوراگره ۵۶٬۰۴۴ نفر جمعیت دارد و ۱٬۶۲۷ متر بالاتر از سطح دریا واقع شده‌است.